# برهم‌نهی کوانتومی
به لحاظ ریاضی، به‌دلیل خطی بودن جواب‌های خالص (حالت خالص یا pure state solutions) معادله شرودینگر ما می‌توانیم با جمع هر حالت دلخواه از حالت‌های خالص دوباره به یک جواب حالت خالص دست پیدا کنیم. این جواب‌ها عمود برهم خواهند بود و این جواب خود یک جواب معادله شرودینگر است که
به آن برهم‌نهی کوانتومی می‌گویند.
به عبارت ساده‌تر، یکی از خواص بنیادی معادله شرودینگر خطی بودن آن نسبت به تابع موج χ می‌باشد که نتایج مهم زیر را به دنبال دارد.
اگر χ۱ وχ۲ دو پاسخ متفاوت برای معادله شرودینگر باشد. آنگاه β۱ χ۱+ β۲χ۲ نیز در صورت ثابت بودنβ۱و β۲ می‌تواند پاسخی برای این معادله باشد. این امر را اصل برهم‌نهی می‌نامند.